# Dolmen von Craigs
Die Dolmen von Craigs (irisch Na Creaga) sind zwei etwa 5.000 Jahre alte Megalithanlagen: das Court Tomb von Craigs (oder die „Broad Stone“) und das Passage Tomb von Craigs. Beide Anlagen liegen im County Antrim in Nordirland.

## Das Court Tomb
Lage: 54° 59′ 45″ N, 6° 28′ 14,6″ W

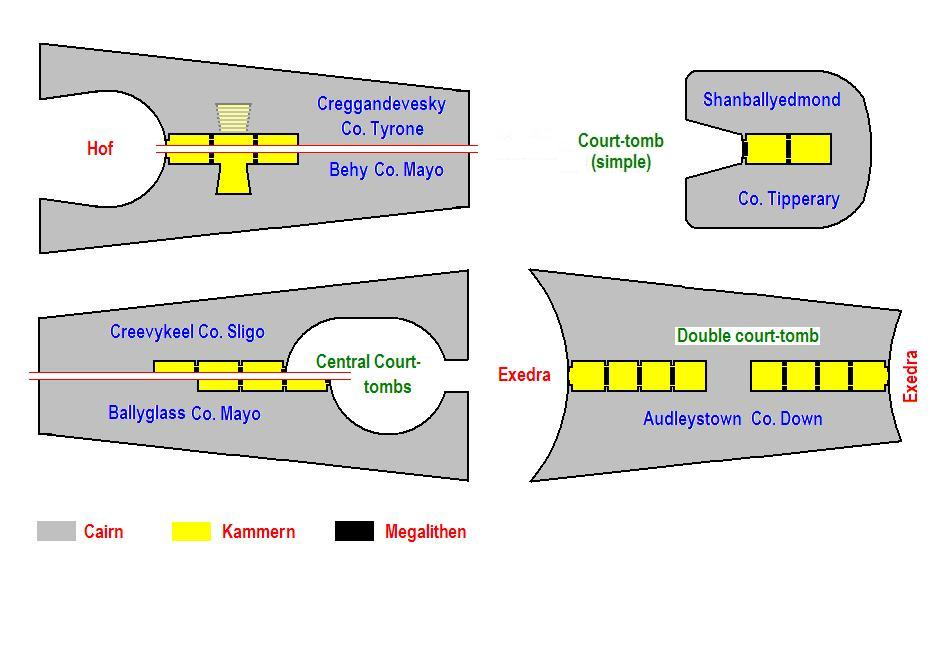
Grundrisse von Court Tombs

Court Tombs gehören zu den megalithischen Kammergräbern (englisch chambered tombs) der Insel. Sie werden mit etwa 400 Exemplaren nahezu ausschließlich in Ulster im Norden der Republik Irland beziehungsweise in Nordirland gefunden. Das Court Tomb mit einer Galerie aus drei Kammern liegt direkt an der Mullan Road, 4,8 km nordnordöstlich von Rasharkin. Es wurde in der Bronzezeit wieder verwendet, wovon eine Urne zeugt. Die Megalithanlage hat noch sieben Tragsteine, die einen großen, 1976 von einem Blitz gesprengten Deckstein stützen. Der 1833 heruntergefallen Deckstein wurde von den örtlichen Bewohnern mit Hilfe von Eisenbahnschwellen wieder aufgelegt. Die im 19. Jahrhundert erfolgte Abtragung des Hügels hat viele Belege vernichtet. Die Kammer war ursprünglich von dem Cairn bedeckt, der durch Randsteine gehalten wurde. Andere, ähnliche Anlage im County Antrim liegen oberhalb des Flusses Bann.

## Das Passage Tomb
Lage: 54° 59′ 36,6″ N, 6° 28′ 44,6″ W

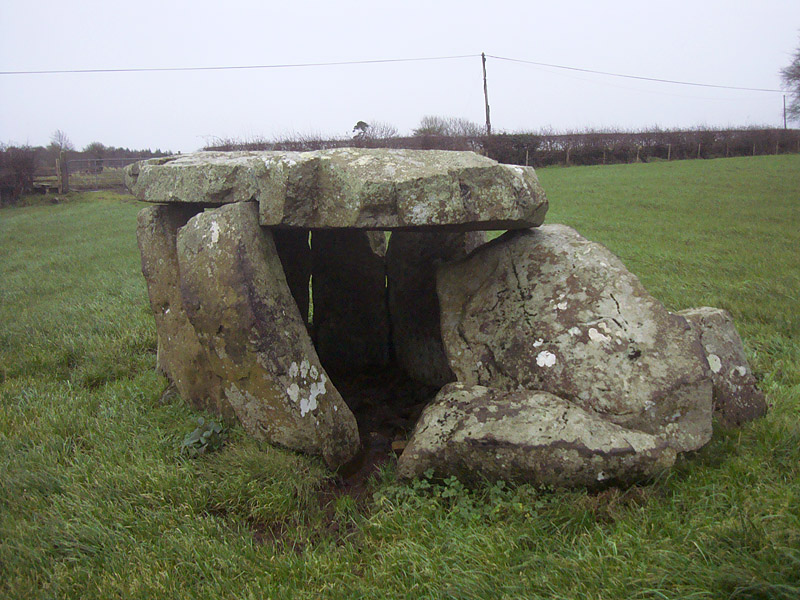
Das Passage Tomb

Auch das Passage Tomb liegt in Sichtweite nordöstlich und ist nur in Resten erhalten. Es besteht aus einer ovalen Kammer aus acht eng gesetzten Tragsteinen, einem großen Deckstein. Es war ursprünglich von einem Erdhügel bedeckt, der Mitte des 19. Jahrhunderts abgetragen wurde. Eine kleine Ausgrabung und Restaurierung wurde im Jahr 1985 durchgeführt. Das Denkmal wird als „passage-less“ Passage Tomb (dt. gangloses Ganggrab) eingestuft, da es keinen Gang hat. In dieser Hinsicht ist es den Anlagen von Clegnagh, Craigs Lower und Lemnagh Beg ähnlich, alle im County Antrim.
Die Anlagen von Craigs sind Scheduled Monuments. In der Nähe befinden sich ein weiteres Passage Tomb in Craigs Lower und ein Ringbarrow.